# Тайбола (станция)
Тайбола — железнодорожная станция (тип населённого пункта) в Кольском районе Мурманской области. Входит в состав сельского поселения Пушной.

## Население
| 2002 | 2010 |
| ---- | ---- |
| 85   | ↘14  |

### Половой состав
Численность населения, проживающего на территории населённого пункта, по данным Всероссийской переписи населения 2010 года составляет 14 человек, из них 8 мужчин (57,1 %) и 6 женщин (42,9 %).